# 51 Worldwide Games
51 Worldwide Games is een computerspel voor de Nintendo Switch ontwikkeld door NDcube en uitgegeven door Nintendo. De game is de opvolger van 42 Spel Klassiekers en bevat een compilatie aan spellen van over heel de wereld.

## Spellen
De spellen zijn onderverdeeld in vijf verschillende categorieën.

### Bordspellen
Mankala, Haas en Honden, Molenspel, Sterhalma, Kamertje verhuren, Kleurcode, Hex, Dammen, Vier op een rij, Backgammon, Mens erger je niet!, Domino, Yacht, Overloper, Riichi, Schaken, Gomoku, Shogi, Minishogi

### Kaartspellen
Hanafuda, Poker, Blackjack, Laatste Kaart, President, Zevenen, Takoyaki, Zenuwen, Kaartenduo's, Varkensstaart, Oorlogje

### Sportspellen
Tennis, Honkbal, Boksen, Voetbal, Curling, Bowling, Darts, Pool, Airhockey, Golf

### Andere spellen
Schietbaan, Carrom, Ballenbak, Tankduel, Teamtankduel, Vissen, Racebaan

### Spellen voor één speler
Schuifpuzzel, Mahjong-Solitaire, Klondike-Solitaire, Spider-Solitaire

## Ontvangst
| \| Recensiescore \| Recensiescore \| \| Recensieverzamelaar \| Score \| \| ------------------- \| ------------- \| \| Metacritic \| 82/100[1] \| \| Publicist \| Score \| \| Gamer.nl \| 7/10[2] \| \| FOK! \| 6,5[3] \| |        |
| Recensiescore |        |
| Recensieverzamelaar | Score  |
| Metacritic | 82/100 |
| Publicist | Score  |
| Gamer.nl | 7/10   |
| FOK! | 6,5    |